# 清掃法
清掃法（、昭和29年4月22日法律第72号）は、廃棄物に関する廃止された日本の法律である。
1954年（昭和29年）7月1日施行、1966年（昭和41年）改正。1971年（昭和46年）9月24日、清掃法を全面改正する形で廃棄物の処理及び清掃に関する法律が制定、施行された。
条文は26条で、関係省庁は大蔵、厚生、運輸、建設、自治（当時）。
1963年（昭和38年）には改正案が議員立法として提案されたが業界の反対で廃案となった。
清掃法の制定日（4月22日）を一部では清掃の日としている。

## 概要
汚物の衛生的処理と生活環境の清潔による公衆衛生の向上を目的として、汚物掃除法を継いで制定され、対象は汚物「ごみ、燃えがら、汚でい、ふん尿及び犬、ねこ、ねずみ等の死体」とされた。
現在で言う産業廃棄物は「多量の汚物」、「特殊の汚物」として個別に「指定する場所に運搬し、若しくは処分すべきことを命ずることができる」とするに留まっていた。
そのため高度成長に伴う急増と、それによる公害に対処しきれなくなっていった。

## 政令
- 清掃法施行令（昭和29年6月30日政令第183号）
- 清掃法の一部を改正する法律の施行期日を定める政令(昭和40年12月1日政令第363号)